# Berm (vesting)

Doorsnede met de berm 1, een doornhaag 2, hoofdwal 3 en de gracht 4

Een berm of sluipwal is in de vestingbouwkunde een smalle strook grond aan de voet van het talud of escarp van de hoofdwal, glacis of dam.
Oorspronkelijk werd de berm in de vestingbouw ontwikkeld om het gewicht van de hoofdwal te verdelen. Zonder deze berm bestond immers het gevaar dat een wal kon instorten. Bij hoge wallen werd halverwege een tweede berm aangelegd. Bij gebruik van een berm in de vestingbouw werd deze soms voorzien van een palissade of een doornenhaag om te voorkomen dat een vijand de wallen kon opklimmen. Het gebruik van doornhagen of palissade als verdedigingswerk werd sinds de Romeinse tijd en de middeleeuwen gebruikt en werd in de vestingbouw toegepast bij vestingwerken die geen onderwal of gemetselde escarp hadden.
- Stichting Menno van Coehoorn
- DBNL, Militair woordenboek, HMF Landolt B., waaronder Berm

acces · affuit · approche · arsenaal · banket · barbacane · barbette · bastion · bastei · batterij · bedekte weg · beer · berm · blokhuis · bolwerk · borstwering · bres · buitenwerk · bunker · bonnet-traverse · caponnière · circumvallatielinie · citadel · contravallatielinie · contre-approche · contrefossé · contregarde · coupure· contrescarpe · courtine · couvre-face · cunette · damsluis · Dienst der Fortificatiën · demi-lune · dwingel · enveloppe · erkertoren · escarpe · face · faussebraye · flank · flèche · fort · fossé · glacis · gracht · halve maan · hamei · hoornwerk · inundatie ·  inundatiekanaal · inundatiesluis · Italiaans vestingstelsel · kat · kazemat · keel · kroonwerk · kruithuis · landpoort · linie · lunet · mezekouw · Nieuw Nederlands Vestingstelsel · onderwal · ontmanteling · opril · Oud-Nederlands vestingstelsel · palissade · papenmuts · plongee · polygonaal stelsel · poortgebouw · poterne · pulvertoren · ravelijn · redan · redoute · reduit · retranchement · rondeel · saillant · sas · schans · schietgat · schilderhuis · schootsveld · singel · sortie · stadsmuur · stadspoort · tamboer · terreplein · tenaille · tobruk · torenfort · traverse · valhek · verdedigingswerk · vesting · vestingstad · voorwerk · wal · walstraat · waltoren · wapenplaats · waterlinie · waterpoort · weermuur · wolfskuil · zwaluwstaart